# Stan Mortensen
Stanley „Stan“ Harding Mortensen (* 26. Mai 1921 in South Shields, England; † 22. Mai 1991 ebenda) war ein englischer Fußballspieler und erlangte vor allem durch seine Teilnahme am FA-Cup-Endspiel im Jahre 1953, dem sogenannten „Matthews-Finale“ (benannt nach Stanley Matthews, dem Sturmpartner Mortensens) größere Bekanntheit, als er einen bis heute einmaligen Rekord für ein FA-Cup-Finale von drei Toren im Wembley-Stadion erzielen konnte.

## Leben
Nach Beginn des Zweiten Weltkriegs wurde Mortensen 1939 als Radiotechniker zur Royal Air Force eingezogen und verletzte sich dort während eines Fallschirmsprungs schwer. Nach erfolgreicher Genesung entwickelte er sich zu einem der besten Nachkriegsfußballer in England.
Während des Krieges hatte der Mittelstürmer bereits zahlreiche Tore erzielt und ging mit seinem Einsatz für die walisische Nationalmannschaft in die Geschichte ein, als diese im Jahr 1943 zusätzliche Spieler für ein Duell gegen England benötigte.
Im Jahr 1947 debütierte Mortensen in der Partie gegen Portugal für die englische Nationalmannschaft und steuerte zu dem 10:0-Sieg vier Treffer bei. Im anschließenden Jahr agierte er in allen sechs Spielen und erzielte dabei sieben Treffer, einschließlich dreier Tore gegen Schweden. In der Qualifikation zur Weltmeisterschaft 1950 in Brasilien bestritt er alle drei Spiele gegen Wales, Nordirland und Schottland. Beim WM-Turnier in Brasilien kam er ebenfalls in den drei Begegnungen gegen Chile, USA und Spanien in der Mannschaft von Trainer Walter Winterbottom neben seinem Sturmpartner Tom Finney zum Einsatz. Ein Tiefpunkt in einer ansonsten erfolgreichen Karriere für England war sein Mitwirken an der 3:6-Niederlage gegen die zu dieser Zeit weltbeste Mannschaft aus Ungarn im heimischen Wembley-Stadion, trotz eines eigenen Treffers.
Während seiner Karriere spielte er zumeist für den FC Blackpool und schoss dabei in 317 Spielen 197 Tore. Für England absolvierte Mortensen 25 Länderspiele, erzielte 23 Treffer und war dabei zum Zeitpunkt seines Rücktritts im Jahre 1953 hinter Vivian Woodward und Steve Bloomer der drittbeste Torschütze.
Zwischen 1945 und 1950 traf Mortensen in zwölf aufeinanderfolgenden FA-Cup-Begegnungen, einschließlich des Endspiels im Jahre 1948.
Mortensen war 1951 mit 30 erzielten Treffern der beste Torschütze der First Division und führte seinen Verein 1953 im Endspiel des FA Cups mit drei Toren zu einem 4:3-Sieg, wobei die Bolton Wanderers bereits mit 3:1 geführt und Mortensen in der vorletzten Minute ausgeglichen hatten. In der Nachspielzeit fiel noch das entscheidende Tor durch Bill Perry, das den Pokalgewinn für den FC Blackpool bedeutete.
Mehreren Spielern gelang es anschließend noch, zwei Tore in einem FA-Cup-Endspiel zu schießen. Mortensens diesbezüglicher Rekord hat jedoch bis zum heutigen Tage bestand, wobei Bryan Robson von Manchester United im Wiederholungsendspiel des Jahres 1983 die Möglichkeit zur Egalisierung hatte. Nach zwei Toren und einem Elfmeterpfiff für Manchester trat jedoch Arnold Mühren zum Strafstoß an und verhinderte somit Robsons möglichen dritten Treffer im Spiel.
Nach Blackpool spielte Mortensen noch für Hull City, den FC Southport, Bath City und Lancaster City. Nach seinem Rückzug aus der aktiven Fußballerkarriere kehrte er nach Blackpool zurück und trainierte den Verein zwischen 1967 und 1969. In einer finanziellen Notlage half er zudem seinem Klub, indem er Medaillen verkaufte, die er während seiner Karriere gewonnen hatte, und den Erlös zur Verfügung stellte.
Bei der Trauerfeier anlässlich seines Todes kursierte der Satz „I suppose they’ll call it the Matthews funeral“ (zu deutsch: „Ich vermute, sie werden es das Matthews-Begräbnis nennen“), was sich in Anlehnung an das berühmte Pokalendspiel von 1953 darauf bezog, dass Mortensens Karriere von ebendiesem Stanley Matthews überschattet wurde. Im Jahr 2003 wurde Mortensen in Anerkennung seiner Leistungen in die English Football Hall of Fame aufgenommen.

## Erfolge
- FA-Cup-Sieger: 1952/53